# حسين أباد العليا (اسماعيلي كرمان)
حسین أباد العلیا (بالفارسية: حسین‌آباد علیا) هي قرية تقع في إيران في منطقة إسماعيلي. يقدر عدد سكانها بـ 0 نسمة بحسب إحصاء 2016.